# Морис Виктор Батенберг
Морис Виктор Доналд Батенберг (3 октомври 1891 – 27 октомври 1914) е принц от рода Батенберг, член на британското кралско семейство, внук на кралица Виктория. През целия си живот е известен като принц Морис Батенберг, тъй като умира, преди семейството му да смени германската си фамилия Батенберг с британския превод на същата Маунтбатън.
Принц Морис е роден на 3 октомври 1891 г. замъка Балморал, Шотландия. Получава името Доналд в чест на Шотландия. Той е син на принц Хайнрих фон Батенберг (брат на българския княз Александър Батенберг) и принцеса Беатрис фон Батенберг (дъщеря на кралица Виктория).
Принцът завършва престижния колеж „Уелингтън“. След избухването на Първата световна война постъпва в Британския кралски стрелкови полк. Убит е на 27 октомври 1914 г. в Зонебеке, Белгия, при изпълнение на военния си дълг в първата битка при Ипър Погребан е във военното гробище-мемориал на Ипър, Белгия.